# ماتياس بيسانو
ماتياس بيسانو (بالإسبانية: Matías Pisano)‏ (13 ديسمبر 1991 في الأرجنتين - ) هو لاعب كرة قدم أرجنتيني في مركز الجناح .

## وصلات خارجية
- ماتياس بيسانو على موقع قاعدة بيانات كرة القدم.إي يو (الإنجليزية)
- ماتياس بيسانو على موقع Soccerway.com (الإنجليزية)
- ماتياس بيسانو على موقع عالم كرة القدم.نت (الإنجليزية)